# ハイビスカスティー

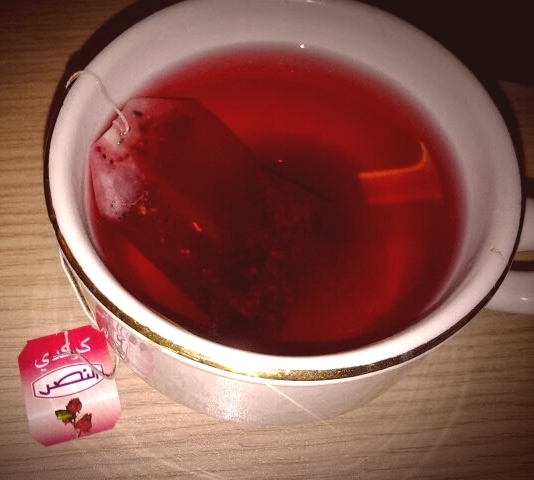
ハイビスカスティー

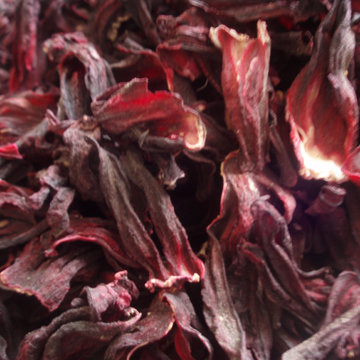
乾燥させたハイビスカスのがく

ハイビスカスティー （Hibiscus tea、ハマイカティーJamaica teaとも ）とは、ハーブティーの一種で、 ローゼルの花の紅色～深いマゼンタのがくから成分を抽出したもの。クランベリーのような酸味を持つ。冷たい状態・温かい状態のいずれでも供される。

## 各地のハイビスカスティー

### アフリカ大陸
ハイビスカスティーに使用されるローゼルはアフリカ原産と考えられている。 アフリカでは、ハイビスカスティーは市場で一般的に販売されており、乾燥させたローゼルの花はアフリカの東西を問わず広く流通している。 西アフリカおよび中部アフリカの一部では、ハイビスカスティーのバリエーションがよく飲まれている。セネガルでは、 ビサップが「セネガルの国民的飲料」として知られている。西アフリカでは、ハイビスカスティーにはしばしばミントや生姜の風味が加えられる。ガーナではハイビスカスティーは「ソボロ(sobolo)」と呼ばれ、ナイジェリアでは「ゾボ(zobo)」として知られている。
カルカデ茶（Karkadé）は、温かいものと氷で冷やしたもののいずれでも供され、北アフリカの一部、とりわけエジプトとスーダンでよく飲まれている。 エジプトとスーダンでは、結婚式の乾杯にもカルカデ茶が用いられる。カイロ中心部では、どの通りでも売り子やオープンカフェがカルカデ茶を売っている光景を目にすることができる。
スーダンでは、民間療法の一環として、カルカデ茶が様々な病気の治療に用いられている。スーダンで標本を採取した薬学者は、カルカデ茶に含まれるアントシアニンが効能に関係している可能性を示唆している。

### アメリカ大陸

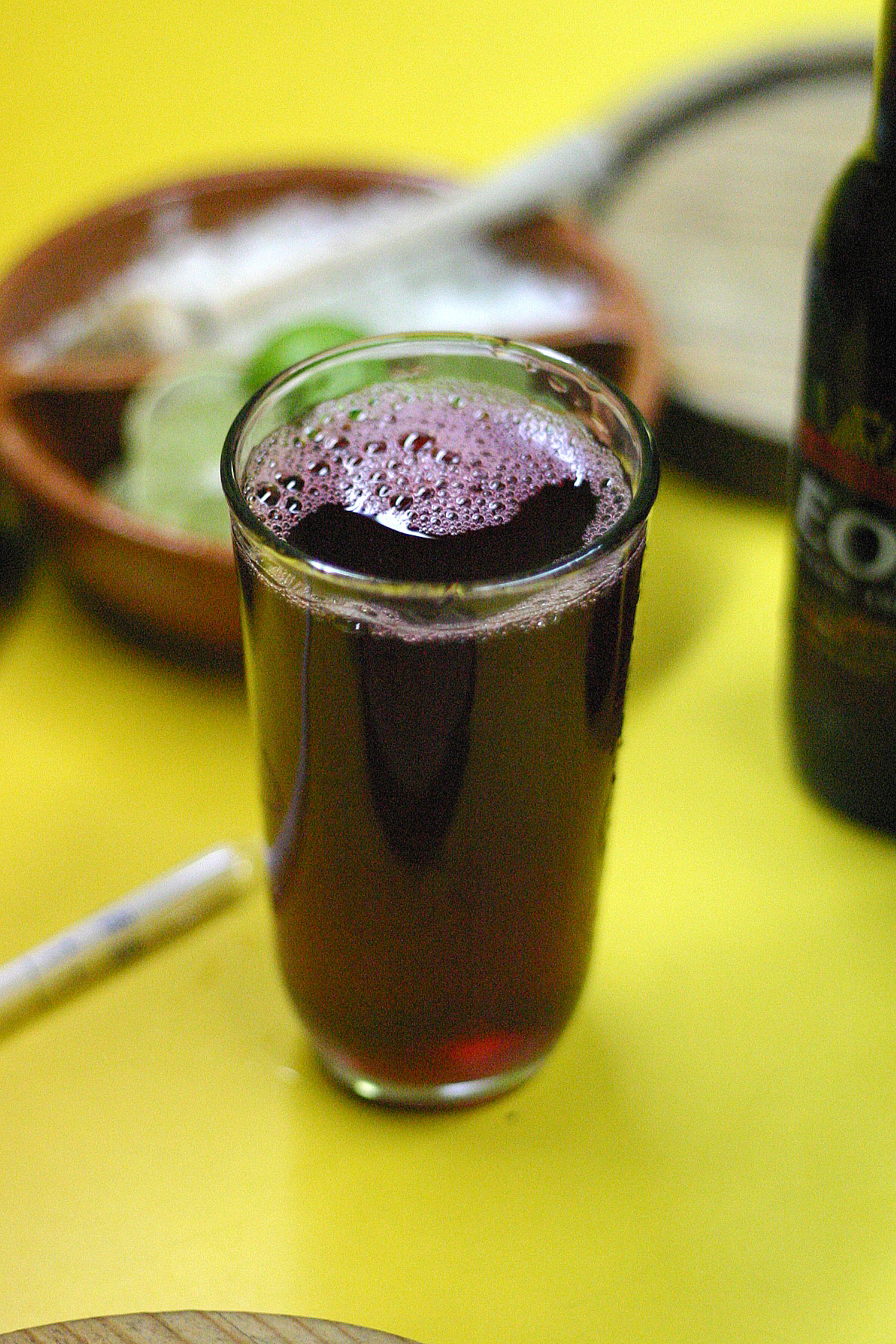
冷えたアグア・デ・フロール・デ・ハマイカ。クエルナバカのレストランにて。

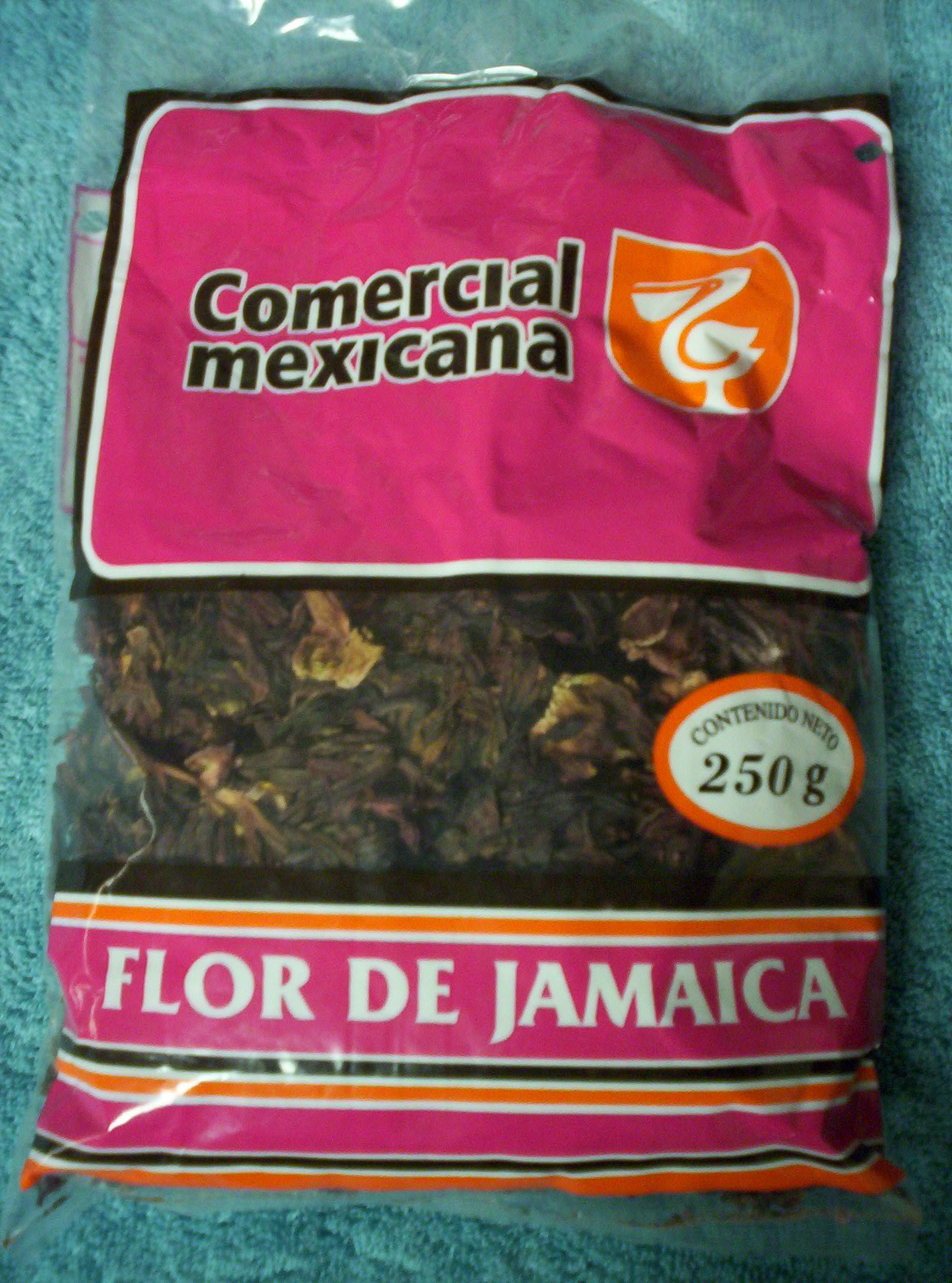
メキシコ産のフロール・デ・ハマイカ（ハイビスカス）

アグア・デ・フロール・デ・ハマイカ（Agua de flor de Jamaica、「ハイビスカス水」の意）、アグア・デ・ハマイカ（agua de Jamaica） 、ローザ・デ・ハマイカ（rosa de Jamaica）などの名前で知られる飲み物が、メキシコや中央アメリカ、 および北アメリカとカリブ海の一部でよく飲用されている。新鮮な果汁や搾り汁から作られるアグア・フレスカ（清涼水）と呼ばれる安価な飲み物の一種である。アグア・デ・ハマイカやほかのアグア・フレスカはタケリアなどのメキシコ料理店で広く売られている。アグア・デ・ハマイカは、ローゼルのがくを沸騰したお湯に浸し、濾したうえで、がくから汁をすべて絞り出し、砂糖を加えてかき混ぜて作られる。アグア・デ・ハマイカは冷えた状態で供される。ジャマイカでは伝統的に、クリスマスにフルーツケーキやサツマイモのプディングとともに食される。
パナマでは、ローゼルの花とハイビスカスティーはいずれも「サリル」（saril、英語でスイバを意味するsorrelからの派生語）と呼ばれる。サリルは、ローゼルのがくを刻んだ生姜、砂糖、クローブ、シナモン、ナツメグと煮こんで作られ、伝統的にクリスマスと中国の春節に飲用される。このようなメキシコ、中央アメリカ、カリブ海沿岸の多くの地域との飲まれ方の違いは、パナマ、とりわけパナマシティとパナマのカリブ海沿岸地域の大半の文化に西インド諸島の影響が強いことに由来している。
カリブ海のうち英語が話されている地域では、ハイビスカスティーはソレルと呼ばれ、クリスマスのお祝い用の飲み物とみなされている。トリニダード・トバゴの企業であるカリブ・ブルワリーは、ソレルをビールとカクテルした「シャンディ・ガフ」を製造している。
アメリカのソウルフード文化では、ハイビスカスティーは「赤い飲み物red drinks」として西アフリカに関連付けられており、ソウルフード料理店やアフリカ系アメリカ人の社交イベントで供されている。

### 東南アジア
タイでは、濃厚に甘く味付けされた「グラジャブ」（grajeab）という名前の冷たい飲み物として一般に供され、氷に注いで飲む。甘いグラジャブと氷で満たされたビニール袋は、学校の外や地元の市場で広く見られる。この飲み方ほど一般的ではないが、マレーシア、カンボジア、インドネシアでは、グラジャブと中国茶の茶葉を4：1の比率で混ぜてワインにすることがある。

### ヨーロッパ
イタリアでは、ハイビスカスティーは「カルカデ」（carcadè、karkadè。アラビア語の كَرْكَديه [karkaˈdeː]から）と呼ばれ、砂糖とレモン果汁を加えて熱い状態で供される。カルカデはエリトリアから伝来し、第二次エチオピア戦争でイタリアが経済制裁を受けていた際に紅茶の代用品として広く飲まれた。
ヨーロッパのそのほかの国では、ローゼルはハーブティーの材料として、とりわけマルバの花やローズヒップとともに、色味を増すために用いられる。